# Castillo de la Raya
El castillo de la Raya, también conocido como torre de Martín González, es una fortaleza medieval ubicada en el municipio español de Monteagudo de las Vicarías, en la provincia de Soria.

## Historia

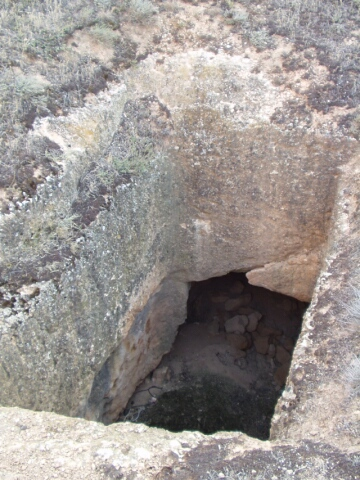
Boca de paso subterráneo

El origen ha de buscarse en el puente entre los siglos XII y XIII y muy unido a la figura de Alfonso VIII —el de las Navas—, que lo construye como punto adelantado de Monteagudo de las Vicarías para vigilar el valle del Nágima —acceso a la Meseta— y el río Jalón y lo cede a su hombre de confianza, Martín González. Es tierra fronteriza de la raya, entre los reinos de Castilla y Aragón.

## Descripción
El castillo es hoy casi un conjunto de restos, de lo que fue un castillo de guarnición, construido con mampostería en los paramentos y sillares en las esquinas.
En su construcción dominó el gótico e incluso el protogótico: en el interior se pueden apreciar restos de plantas y aposentos, mechinales así como un aljibe y paso subterráneo. A los pies del castillo se encuentra la ermita de Nuestra Señora de la Torre, también conocida como ermita de San Marcos.